# Retrotrascrizione
La retrotrascrizione (o trascrizione inversa) è, in biologia, la capacità da parte di particolari enzimi di sintetizzare una molecola di DNA a partire da RNA.
L'enzima responsabile di questa caratteristica viene chiamato trascrittasi inversa, e deve il nome proprio al fatto che è in grado di compiere il passaggio inverso rispetto agli altri enzimi responsabili della trascrizione, che cioè sintetizzano RNA a partire da DNA, costituendo così una eccezione al dogma centrale della biologia molecolare.
La trascrittasi inversa (chiamata anche "DNA polimerasi RNA-dipendente") è stata finora identificata nel genoma dei retrovirus (tra cui il virus dell'HIV), dai quali viene utilizzata per copiare l'informazione contenuta nel genoma retrovirale (che è costituito da RNA) in una molecola di DNA a doppio filamento che può così integrarsi (inserirsi) nel genoma della cellula ospite, dal quale può venire poi normalmente trascritto dando origine sia alle proteine virali che al genoma virale stesso. In questo modo il virus può rimanere in forma latente anche per molti anni.
La retrotrascrizione è utilizzata anche in biologia molecolare in esperimenti di ingegneria genetica a partire da mRNA purificato e porta alla sintesi di DNA complementare (cDNA), normalmente privo di introni che può venire utilizzato per il clonaggio e la manipolazione del gene corrispondente.